# Pavelh Ndzila
Pavelh Ndzila (ur. 12 stycznia 1995 w Brazzaville) – kongijski piłkarz grający na pozycji bramkarza. Od 2023 jest zawodnikiem klubu APR FC.

## Kariera klubowa
Swoją karierę piłkarską Ndzila rozpoczął w klubie Étoile du Congo. W jego barwach zadebiutował w 2013 roku w kongijskiej lidze. W sezonie 2018/2019 zdobył Puchar Konga. W 2021 przeszedł do AS Otohô. W sezonach 2021/2022 i 2022/2023 został z nim mistrzem kraju. Latem 2023 został piłkarzem APR FC. W sezonie 2023/2024 wywalczył z nim mistrzostwo Rwandy.

## Kariera reprezentacyjna
W reprezentacji Konga Ndzila zadebiutował 18 października 2015 w zremisowanym 0:0 meczu kwalifikacji do Mistrzostw Narodów Afryki 2016 z Kamerunem. W 2015 roku został powołany do kadry na Puchar Narodów Afryki 2015. Był na nim rezerwowym bramkarzem i nie wystąpił w żadnym meczu.